# 热利基什洛克
热利基什洛克，是匈牙利绍莫吉州所辖的一个村。总面积10.39平方公里，总人口330，人口密度31.8人/平方公里（2011年1月1日）。